# I wanna
«I Wanna» (en español: "Quiero") es la canción ganadora del Festival de la Canción de Eurovisión 2002, interpretada en inglés por Marie N representando a Letonia.
La canción es particularmente conocida por la actuación de Marie N en el festival a nivel visual. Ella apareció con un traje de dos piezas blanco y un sombrero, el cual se lo quitó uno de sus bailarines. A medida que la canción avanzaba, los bailarines le quitaron la chaqueta, la camisa y los pantalones, mostrando el vestido corto de color rojo que llevaba por debajo. Al final de la canción, tiraron del dobladillo de la falda, revelando que en realidad era un vestido largo. Esta actuación visual acompañaba una canción con influencias de salsa, haciendo pleno uso de los ritmos bailables que en ese momento tenían cada vez más éxito en el festival tras la introducción del televoto.
La letra de la canción es relativamente sencilla, con la cantante diciéndole a su amado que quiere ser varias cosas para él. 
La canción fue interpretada en 23.er lugar de entre 24 participantes en la final de Eurovisión celebrada en Tallin. Al término de las votaciones había recibido 176 puntos, finalizando en primer lugar. 